# Sabuliskerio (Okumi)
Sabuliskerio (en georgiano: საბულისკირიო) o Ablaskiraa (en abjasio: Абласкьыраа, romanizado: Ablaskyraa) es una aldea que pertenece a la parcialmente reconocida República de Abjasia, dentro del distrito de Tkvarcheli, aunque de iure es parte del municipio de Gali de la República Autónoma de Abjasia de Georgia.

## Geografía
Sabuliskerio se encuentra en el valle del río Okumi, a 27 km de Gali. Las aldea se administra desde el pueblo de Okumi.   